# 野本実希
野本 実希（のもと みき、11月14日 - ）は、日本の女性声優。茨城県出身。血液型はA型。話芸写、USP所属。

## 出演作品

### アニメ
- うさぎのマイロ（ヴァネッサ）

### ゲーム
- プリンセスナイトメア

### ドラマCD
- マザーキーパー（シャル＝ファインデッド）

### 舞台
- プリンセスナイトメア第一回朗読劇「闇夜に眠る少女のロマンス」（プリティ）